# Zhejiangosaurus
Zhejiangosaurus ist eine wenig bekannte Gattung der Vogelbeckensaurier aus der Gruppe der Ankylosauria, deren Überreste im Jahr 2007 beschrieben wurden.

## Merkmale
Von Zhejiangosaurus sind bislang nur Teile des Beckens, das Kreuzbein, die hinteren Gliedmaßen und einige Wirbel gefunden worden. Es dürfte sich um einen relativ großen Vertreter der Gruppe der Nodosauridae gehandelt haben, ansonsten ist über den Körperbau nichts bekannt. Wie alle Ankylosaurier war sein Rumpf vermutlich mit Knochenplatten (Osteodermen) bedeckt, er dürfte sich quadruped fortbewegt und sich von Pflanzen ernährt haben.

## Entdeckung und Systematik
Die fossilen Überreste von Zhejiangosaurus wurden in der chinesischen Provinz Zhejiang in der Stadt Lishui entdeckt und 2007 von einem chinesischen Forscherteam erstbeschrieben. Der Name spielt auf den Fundort an, Typusart und einzig bekannte Art ist Z. lishuiensis. Die Funde werden in die frühe Oberkreide (Cenomanium) auf ein Alter von rund 100 bis 94 Millionen Jahre datiert.
Nach Meinung der Erstbeschreiber wird Zhejiangosaurus innerhalb der Ankylosauria in die Gruppe der Nodosauridae eingeordnet.